# Ånge (plaats)
Ånge is de hoofdplaats van de gemeente Ånge in het landschap Medelpad en de provincie Västernorrlands län in Zweden. De plaats heeft 2956 inwoners (2005) en een oppervlakte van 362 hectare.
De plaats ligt aan de rivier de Ljungan.

## Verkeer en vervoer
Bij de plaats lopen de E14 en Riksväg 83.
De plaats heeft een station aan de spoorlijnen Storlien - Sundsvall en Ånge - Storvik.